# Colonial Heights (Wirginia)
Colonial Heights – miasto w Stanach Zjednoczonych, w stanie Wirginia. Miasto to ma status miasta niezależnego.